# Пеницилл яванский
Пеници́лл (пеници́ллий) ява́нский (лат. Penicíllium javánicum) — вид грибов-аскомицетов, относящийся к роду Пеницилл (Penicillium).
Наиболее широко распространённый гомоталличный пеницилл. Образует быстро созревающие клейстотеции.

## Описание
Колонии на агаре Чапека быстро-растущие, зернистые, с обильными клейстотециями, серо-коричневые до жёлто-коричневых, с тёмным коричнево-пурпурным до красновато-серого реверсом. Конидиальное спороношение скудное.
На CYA колонии 3—4,5 см в диаметре не 7-е сутки, радиально-складчатые, бархатистые, с жёлтым мицелием, с обильными клейстотециями. Конидиальное спороношение необильное, выделяется обильный коричневый экссудат. Реверс оливково-коричневый, местами часто красноватый.
На MEA колонии 3—5 см в диаметре, с более ярким жёлтым мицелием, с оливково-коричневым реверсом.
При 5 °C рост отсутствует, при 37 °C на CYA развиваются нормальные колонии 2,5—5 см в диаметре, с белым, реже коричневатым мицелием, без конидиального спороношения, иногда с клейстотециями. Реверс бледный, жёлтый или красно-коричневый.
Клейстотеции тускло-жёлтые или коричневые, 80—200 мкм в диаметре, твёрдые. Аски 7—9 × 6—7 мкм, восьмиспоровые. Аскоспоры эллипсоидальные, 2,5—3 мкм длиной, едва шероховатые, со слабо выраженным экваториальным гребнем.
Конидиеносцы одноярусные, гладкостенные, 50—100 мкм длиной. Фиалиды фляговидные, 8—11 мкм длиной. Конидии почти шаровидные или эллипсоидальные, 2,5—3 мкм длиной.

### Отличия от близких видов
Быстро растёт при 37 °C, образует немногочисленные одноярусные кисточки с конидиями, экссудат и реверс ярко-окрашенные при 25 °C. Аскоспоры часто созревают уже за 14 дней.

## Экология и значение
Часто встречается в почвах по всему миру, изредка встречается с пшеницы и муки, с мясных продуктов, с арахиса.
Некоторые штаммы выделяют небольшие количества токсина ксантомегнина.

## Таксономия
Penicillium javanicum J.F.H.Beyma, Verh. Kon. Ned. Akad. Wetensch., Afd. Natuurk. 26 (2): 17 (1929).

### Синонимы
- Carpenteles javanicum (J.F.H.Beyma) Shear, 1934
- Eupenicillium javanicum (J.F.H.Beyma) Stolk & D.B.Scott, 1967
- Penicillium indonesiae Pitt, 1980
- Penicillium oligosporum Saito & Minoura, 1948